# 约尔古丽·加帕尔
约尔古丽·加帕尔（Horigul Jappar，1955年9月—），女，柯尔克孜族，新疆乌恰人，中华人民共和国政治人物。

## 生平
1970年7月，在乌恰县参加工作，1986年11月加入中国共产党。长期在克孜勒苏柯尔克孜自治州任职。1998年期间，挂职任天津市和平区委书记助理。2006年起，担任新疆维吾尔自治区科学技术厅党组书记、副厅长，新疆维吾尔自治区政协副主席，新疆维吾尔自治区科学技术协会副主席，新疆维吾尔自治区人大常委会副主任。